# شهرستان اوشوینچیم
شهرستان اوشوینچیم (به لهستانی: Powiat Oświęcim) یک شهرستان در لهستان است که در استان لهستان کوچک‌تر واقع شده‌است. شهرستان اوشوینچیم ۴۰۶٫۰۳ کیلومتر مربع مساحت و ۱۵۳٬۳۹۰ نفر جمعیت دارد.